# 中國高速傳動設備
中國高速傳動設備集團有限公司 （港交所：658），簡稱中國高速傳動、中國傳動、中傳動，是中國生產高速重載齒輪的大型民營企業，也是中國最大的風力發電機機械傳動設備供應商，總部設在江蘇南京。它的前身南京機床修理廠，成立於1969年。1976年，改擴建為專業化齒輪生產廠家，並更名為南京齒輪箱廠。2001年，成立股份有限公司。
中國高速傳動在2007年7月4日於香港交易所上市，招股價為每股$7.08港元，首日上市收市價$14港元，比招股價高一倍。

中國高速傳動在2月22日，在市場內減持國電科環980.4萬股，每股平均作價2.717元，涉資2663.7萬元。減持後，高速傳動在國電科環的持股量，由原先的11%，降到10.25%。

## 連結
- 中國高速傳動設備集團有限公司